# Diese sehr ernsten Scherze
Diese sehr ernsten Scherze. Poetikvorlesungen ist ein Essay des deutsch-österreichischen Autors Daniel Kehlmann und diente als Vorlage für zwei Vorträge, die Kehlmann auf Einladung des Seminars für Deutsche Philologie und des Literarischen Zentrums im November 2006 an der Georg-August-Universität Göttingen hielt. Kehlmann nimmt in Form eines selbst verfassten Interviews Stellung zu poetologischen Themen und zum eigenen Werk. Abgedruckt wurde das Essay erstmals 2007 in der Reihe Göttinger Sudelblätter beim Wallstein Verlag. 2010 erschien es in dem Sammelband Lob: Über Literatur.

## Buchtitel
Der Titel des Buches ist ein häufig zitiertes Diktum von Johann Wolfgang von Goethe. Dieser schrieb am 17. März 1832 einen Brief an Wilhelm von Humboldt, in dem er zum zweiten Teil des Faust folgendes äußert:

„Ganz ohne Frage würd es mir unendliche Freude machen, meinen werten, durchaus dankbar anerkannten, weit verteilten Freunden auch bei Lebzeiten diese sehr ernsten Scherze zu widmen, mitzuteilen und ihre Erwiderung zu vernehmen. Der Tag aber ist wirklich so absurd und konfus, daß ich mich überzeuge, meine redlichen, lange verfolgten Bemühungen um dieses seltsame Gebäu würden schlecht belohnt und an den Strand getrieben, wie ein Wrack in Trümmern daliegen und von dem Dünenschutt der Stunden zunächst überschüttet werden.“

## Inhalt
Um die vermeintliche akademisch-journalistischen Neugier gegenüber einem bekannten Schriftsteller zu befriedigen, erfindet Kehlmann einen Interviewer und gibt auf diese Weise selbst Auskunft. Im ersten Teil werden allgemeine poetologische Fragestellungen behandelt. Zunächst sollten Schriftsteller keine Macht besitzen, da sie als Pragmatiker und Opportunisten mit einer Neigung zu extremen Ansichten großen gesellschaftlichen Schaden anrichten könnten. Anschließend geht Kehlmann der Frage nach, ob das Schreiben ein Handwerk sei. Seiner Ansicht könne keine noch so große technische Versiertheit den Autor davor bewahren, schlechte oder unbedeutende Texte zu verfassen. Vielmehr zeige die eigene Erfahrung, dass ein Autor bei jedem neuen Werk wieder am Anfang stehe. Für den historischen Roman sei nämlich eine präzise Recherche unabdingbar. Zudem müsse die Handlung mit Beschreibungen von Gesten begleitet und durch eine innere Notwendigkeit geführt werden. Kehlmann unterscheidet inhaltlich zwischen einem Realismus nordamerikanischer Herkunft und den um ein magisches Element bereicherten südamerikanischen Realismus. Diese Art von Literatur, die die Wirklichkeit überwindet, fasziniert Kehlmann besonders und ist für ihn stilprägend. Allerdings stößt er mit dieser Einstellung auf unerwarteten Widerstand:

„Also, in meinen Romanen ging es mir immer um das Spiel mit Wirklichkeit, das Brechen von Wirklichkeit. […] und es gehörte zu meinen bedrückendsten Erlebnissen als Schriftsteller, dass so etwas in Deutschland einfach nicht verstanden wird.“

Der zweite Teil des Textes beschäftigt sich mit dem Roman Die Vermessung der Welt. Der Autor stellt sich hier der Frage, wie sich die Abweichung der literarischen Figuren des Romans von den historischen Personen Alexander von Humboldt und Carl Friedrich Gauß rechtfertigen lässt. Nach seiner Auffassung verwandeln sich im Schreibprozess die realen Figuren zu Geschöpfen des Schriftstellers, der ihr Leben nun um der Handlung willen neu erfinden müsse. Das Material dazu sei der historische Hintergrund, von dem man sich aber auch nicht zu weit entfernen dürfe.

## Pressestimmen
„Man muss Autor und Verlag dankbar dafür sein, denn »Diese sehr ernsten Scherze« ist nicht nur eines der klügsten, sondern dem Titel gemäß tatsächlich auch eines der heitersten Bücher, die in letzter Zeit über Literatur […] geschrieben worden ist. Man hat als Leser nicht nur seine intellektuelle Freude daran, man ist ob des wunderbaren Humors, mit dem Kehlmann sein Thema behandelt, auch bestens unterhalten. Diese Seiten kann man wirklich in kurzer Zeit lesen – und wird den Band beglückt und bereichert zuklappen.“

## Ausgaben
- 2007: Daniel Kehlmann: Diese sehr ernsten Scherze. Poetikvorlesungen. Wallstein, Göttingen, ISBN 3835301454.
- 2010: Daniel Kehlmann: Diese sehr ernsten Scherze. Poetikvorlesungen. In: Lob: Über Literatur, Rowohlt, Reinbek bei Hamburg, S. 125–168, ISBN 3498035487.